# Tanatori municipal de Castellar del Vallès
El tanatori de Castellar del Vallès és un edifici de 700 metres quadrats de dues plantes que es troba en el inventari de patrimoni històric, arquitectònic i ambiental de la vila.

## Edifici
Es tracta d'un edifici aïllat de planta baixa i planta semisoterrada, situat tangent respecte al carrer del Serrat del Vent amb pla horitzontal emmarcant la façana d'entrada, just als afores de la ciutat. El volum paral·lepipèdic de formigó blanc totalment envidrat a nord i a sud (en dos nivells) i la planta superior d'accés ideada com un mirador permet unes vistes panoràmiques cap a migdia. La distribució interior s'organitza amb els mínims elements de compartimentació amb les zones comunes de vestíbul i oratori a la planta de rasant de carrer i està equipat amb tres sales de vetlla al nivell inferior.
L'edifici fou seleccionat en la modalitat d'obra nova de promoció pública a la Biennal d'arquitectura del Vallès de l'any 2008, organitzada pel Col·legi d'Arquitectes de Catalunya. El consistori ha demanat la incorporació d'un àmbit de protecció de patrimoni que inclogui l'entorn perimetral proper amb la inclusió de la vegetació i l'arbrat de xiprers de l'accés principal, i l'espai de relació amb el cementiri.

## Història
Malgrat que la llei no marca l'obligatorietat de les viles amb menys de 50.000 habitants de tenir aquest tipus d'edificis, el tanatori de Castellar del Vallès, era una de les demandes tradicionals de la ciutadania, que es veia obligada a vetllar a familiar i amics traspassats a la veïna ciutat de Sabadell. Després de l'aprovació per part del consistori, les obres començaren el febrer de 2005 i la inauguració fou el 21 d'octubre de 2006.